# (26763) Pirithoos
(26763) Pirithoos, désignation internationale (26763) Peirithoos, est un astéroïde troyen jovien.

## Description
(26763) Pirithoos est un astéroïde troyen jovien, camp grec, c'est-à-dire situé au point de Lagrange L4 du système Soleil-Jupiter. Il présente une orbite caractérisée par un demi-grand axe de 5,335 UA, une excentricité de 0,068 et une inclinaison de 1,2° par rapport à l'écliptique.
Il est nommé en référence au personnage de la mythologie grecque Pirithoos, acteur du conflit légendaire de la guerre de Troie.

## Compléments